# Фотоседиментаційний аналіз
Фотоседиментаційний аналіз (рос. фотоседиментационный анализ; англ. photosedimentation analysis; нім. Photosedimentationsanalyse f) — аналіз гранулометричного складу тонкодисперсних систем оснований на фотометричному визначенні ступеня розсіяння світла при його пропусканні через суспензію (Закон Бугера-Ламберта-Бера) і седиментації (закон Стокса).
Сканування кювети з суспензією виконується одночасно декількома датчиками, що підвищує точність аналізу і зменшує його тривалість. Як випромінювач застосовують світлодіод. Діапазон вимірювань — від 0,2-0,5 мкм до 100; 200; 300; 500 мкм. Одержана інформація обробляється на комп'ютері.
Приклад реалізації — фотоседиментограф СФ-2 (розробка Пермського державного технічного університету).
Німецька фірма Fritsch випускає скануючий фотоседиментограф, що дозволяє оцінювати крупність частинок в межах від 0,5 до 500 мкм з передачею інформації для обробки на комп'ютер.